# Diario de Valencia
El Diario de Valencia ha estat una històrica capçalera utilitzada per diversos diaris valencians des del 1790, any en què aparegué per primera vegada a la ciutat de València. La darrera etapa del diari acabà l'any 2007 sota la direcció de Jesús Sánchez Carrascosa.

## Història

### Primera etapa: Fundació i primer terç delseglexix
Fundat el 1790 per Josep de la Croix i Pascual Martín, el primer número apareix l'1 de juliol d'aquell any, pel qual és considerat el diari degà de la premsa espanyola. En els seus primers mesos de vida es va editar en la impremta de José Estevan i Cervera fins que va aconseguir tenir rotativa pròpia. Va gaudir de bon acolliment entre el públic valencià que l'adquiria en els mateixos tallers o als venedors cecs que l'oferien pels carrers o mitjançant subscripció, que en aquells anys comptava amb 375 subscriptors a la ciutat i 34 en altres poblacions el país Valencià.
El Diario de Valencia, dirigit per Josep de la Croix fins a 1801, contenia notícies d'interès general i local, prestant especial atenció a aquells temes relacionats amb el passat històric de València. Tot i redactar-se en castellà, el Diario de Valencia va promoure l'edició de diversos estudis històrics de València escrits en llengua pròpia i que despertaren força interès, com la col·lecció "Adagis valencians" recopilada per Francesc Bahamonde, les Trobes de mossèn Jaume Febrer o les composicions poètiques de Joan Baptista Escorigüela. Aquesta etapa inicial de caràcter valencianista ha fet pensar en l'existència d'un ambient prepulsor de la Renaixença valenciana.
Els fets de 1808, amb "el crit del Palleter" i la sublevació popular contra l'ocupació Napoleònica, augmentaren la difusió del periòdic, ja que en ell es difonien els parts i comunicats oficials de la Junta Suprema de Govern del Regne de València. Donada aquesta forta difusió, molts dels números de Diario de Valencia foren reimpressos en altres poblacions, algunes tan llunyanes com Buenos Aires, a l'Argentina. Durant la guerra i els tres setges que va patir la ciutat, va animar amb escrits patriòtics als ciutadans per defensar-la.
L'inici dels bombardejos del mariscal Suchet sobre València el juliol obligà al tancament del periòdic el 5 de gener de 1812, reapareixent l'1 de febrer una vegada ocupada la ciutat per l'exèrcit napoleònic, ara sota direcció afrancesada. Aquesta nova etapa fou dirigit per Javier de Quinto (director de policia i censor general) en una primera etapa i després per Pedro Estala, un religiós madrileny que li oferí al diari un caire cultural amb la publicació de poesies d'autors clàssics com Lope de Vega, Góngora o Fray Luis de León; així com autors del moment, sobretot de Meléndez Valdés.
Després de diverses interrupcions de curta durada i canvis en la direcció del diari, Diario de Valencia deixa de ser dirigit pels afrancesats i reapareix el 17 de desembre de 1813 amb el nom de "Diario de la Ciudad de Valencia del Cid". La caiguda de Napoleó i el retorn de l'absolutisme amb el rei Ferran VII, signifiquen un important gir en la premsa valenciana de l'època i en el mateix Diario. Aquest va prendre part del sector liberalista enfrontant-se i perdent la batalla davant dos periòdics absolutistes: "El Fernandino i "Lucindo". Així fou suspés el 20 de febrer de 1815 i retornat als absolutistes que li restituïren el seu nom primitiu: Diario de Valencia. Fins al 1820 fou l'únic periòdic de la ciutat, ja que la resta foren cessats per imposició monàrquica.
Amb el Trienni Liberal (1820-1823), el Diario de Valencia pren el to del moment, però sense l'exaltació i l'arravatament que mostraren altres diaris apareguts amb la nova llei de premsa, més de dues dotzenes sols a València que desaparegueren acabat el trienni en una reacció absolutista. El 1824 reapareix, siguent l'únic peròdic valencià fins a la mort de Ferran VII (el 1833), tot i que la irrupció del carlisme i els importants canvis que va viure Espanya no foren ben acollits pel diari, junt a la decaiguda de la qualitat literària del mateix el portren a desaparèixer el 6 de maig de 1835.

### Efímeres aparicions alseglexix
Després de 1835, la capçalera del Diario de Valencia seria utilitzada fins a en quatre ocasions més en el que restava de segle xix. José de Orga el recuperà del 20 de novembre de 1837 fins al 20 de gener de 1838, i ho tornà a intentar des del febrer a l'abril de 1851.
El periòdic "Las Provincias", dirigit per Teodor Llorente Olivares i que s'editava sota el subtítol habitual de "Diario de Valencia", utilitzà aquesta capçalera entre el 23 d'octubre i el 16 de desembre de 1869 per tal d'eludir la suspensió decretada pel capità general Rafael Primo de Rivera a causa de l'actitud crítica del diari front l'alçament dels federals republicans i la defensa de la Universitat de València que en aquell moment volia ser suspesa amb el pretext que no era rendible.
El 1875 tornà a aparèixer la capçalera a inicativa de Francisco Peris Mencheta i d'inspiració liberal. Posteriorment l'adquirí el Partit Constitucional de València, traslladant-se de la impremta de Guix a la de Vallejo i transformant-se en el seu òrgan d'opinió, dirigit per Jacobo Sales. Finalment desaparegué el 1901.

### Principis del segle XX fins al 1936
El 1911, Manuel Simó Marín promou la reaparició de Diaro de Valencia ara com a òrgan del partit jaumista, dins del carlisme. El primer número aparegué el 18 de març i comptava amb impremta pròpia. Juan Luis Martín Mengod el dirigia tot i que compartia les funcions amb Lluís Lúcia i Lúcia. En aquesta etapa el periòdic guanya força difusió tant a la ciutat com al País Valencià (passà de 7.000 exemplars a 20.000) el que obligà a renovar la impremta amb l'adquisició d'una rotativa nova i un taller d'estereotípia. El 1918 mor Martín Mengod i Lluís Lúcia el substitueix definitivament tot i la seua intensa activitat política.
El 1919, el canvi d'orientació del tradicionalisme valencià que segueix els postulats de Juan Vázquez de Mella, abandona el jaumisme i el Diario de Valencia dirigit per Lúcia evoluciona amb el temps cap a posicions cristiano-demòcrates. Entre els col·laboradors del diari en aquesta època destaquen Francesc Almarche i Vázquez, Josep Navarro i Cabanes (que també va excercir com a redactor en cap) o Luis García Guijarro.
Amb la caiguda de la Dictadura de Primo de Rivera el 1930, Lluís Lúcia crea el partit Dreta Regional Valenciana d'important protagonisme al País Valencià i de la qual el Diario de Valencia fou l'òrgan de difusió natural fins a la sublevació militar de 1936 que va interrompre la publicació. Confiscada la impremta pels comunistes, passaren a editar el diari "Verdad" durant la Guerra Civil. Una vegada acabada la contesa, el Diario de Valencia no va reaparèixer.

### Etapa democràtica
Passada la dictadura Franquista i iniciada l'etapa de transició democràtica, el 1980 la capçalera del Diario de Valencia tornà a ser utilitzada (ara amb el subtitol de "Periódico independiente del País Valenciano") amb el patrocini de Joaquim Maldonado (antic militant de la Dreta Regional de Lluís Lúcia) i la direcció del periodista Joan Josep Pérez Benlloch que va romandre en el càrrec uns mesos per deixar pas a Jesús Montesinos fins a la desaparició del diari l'abril de 1982. Diverses foren les dificultats del diari com la manca de recursos econòmics, l'escassa tirada i la poca publicitat.
La darrera etapa que ha viscut Diario de Valencia començà l'any 2000 amb la compra de la capçalera per part de la periodista María Consuelo Reyna després de la sortida d'aquesta de Las Provincias. Aquesta està marcada per una línia editorial dura i radical d'ideologia conservadora i espanyolista. El seu director, Jesús Sánchez Carrascosa utilitzà el periòdic (a més de la televisió local Valencia TeVe de la qual també era director) per defensar l'anomenat "zaplanisme" i provocar importants conflictes amb el president de la Generalitat Francisco Camps. La victòria d'aquest contra els fidels a l'expresident Eduardo Zaplana va suposar una caiguda en picat del diari, que va arribar al punt de fer costat a Coalició Valenciana, partit d'ideologia blavera i ultradretana. Els problemes econòmics enfonsaren de nou Diario de Valencia que desaparegué definitivament el juny de 2007.